# Liste der Monuments historiques in Rivedoux-Plage
Die Liste der Monuments historiques in Rivedoux-Plage führt die Monuments historiques in der französischen Gemeinde Rivedoux-Plage auf.

## Liste der Bauwerke
| Bezeichnung       | Beschreibung            | Standort | Kennzeichnung | Schutzstatus | Datum | Bild           |
| ----------------- | ----------------------- | -------- | ------------- | ------------ | ----- | -------------- |
| Phare de Chauveau | Leuchtturm, erbaut 1842 | (Lage)   | PA17000088    | Inscrit      | 2011  | weitere Bilder |